# Viktória Wagner-Gyürkés
Viktória Wagner-Gyürkés (15 de octubre de 1992) es una deportista de Hungría que compite en atletismo. Ganó una medalla de oro en el Campeonato Europeo de Atletismo por Equipos de 2019, en la prueba de 3000 m obstáculos.